# Grabhügelnekropole Hersdorf
Koordinaten: 50° 10′ 6″ N, 6° 32′ 4″ O
Die Grabhügelnekropole Hersdorf ist ein römisches Grabfeld in der Ortsgemeinde Hersdorf im Eifelkreis Bitburg-Prüm in Rheinland-Pfalz.

## Beschreibung
Es handelt sich um römische Brandgräber östlich von Hersdorf in einem Waldgebiet. Sie befanden sich rund 700 bis 1.000 m westlich der Römerstraße Trier–Köln.
Die Brandgräber konnten in das frühe 2. Jahrhundert n. Chr. datiert werden und stammen somit aus der Zeit der Römer.

## Archäologische Befunde
Entdeckt wurden die Brandgräber bei Drainagearbeiten in drei Etappen. Erste Funde machte man in den Jahren 1896 und 1897. Weitere Funde folgten 1948 und 1957 an dieser Stelle. Die römischen Brandgräber wurden teilweise im Zuge der Bauarbeiten zu spät entdeckt und zerstört. Erhalten geblieben ist lediglich ein geschlossenes Grabinventar, welches es ermöglichte, die Brandgräber in das 2. Jahrhundert n. Chr. zu datieren. Als Beigaben enthielt dieses Grab Keramik sowie einen aus Glas gefertigten Zirkusbecher mit einem umlaufenden Schriftband. Aufgrund der geographischen Nähe zur Römerstraße Trier–Köln geht man heute von einer größeren Nekropole aus, die noch bis auf die Gemarkung des heutigen Oberhersdorf reicht.

## Erhaltungszustand und Denkmalschutz
Die Nekropole wurde im Zuge der Bauarbeiten teilweise zerstört. Der beschriebene Grabfund konnte geborgen werden. Eine nähere Untersuchung der gesamten vermuteten Nekropole ist bisher nicht erfolgt, sodass ein Teil noch vor Ort erhalten geblieben ist. Die Nekropole befindet sich heute innerhalb eines ausgedehnten Waldgebietes.
Die Nekropole ist als eingetragenes Kulturdenkmal im Sinne des Denkmalschutzgesetzes des Landes Rheinland-Pfalz (DSchG) unter besonderen Schutz gestellt. Nachforschungen und gezieltes Sammeln von Funden sind genehmigungspflichtig, Zufallsfunde an die Denkmalbehörden zu melden.